# 马萨库伊·龙格松格
马萨库伊·龙格松格（英語：Masakui Rungsung，1967年8月15日—），简称R·马萨库伊（R. Masakui），印度外交官，现任印度驻加拿大温哥华总领事，曾任印度駐牙買加高級專員、印度駐津巴布韋大使等職務。

## 经历
马萨库伊·龙格松格出生于1967年8月15日。德里大学获得了英语硕士学位，并于1999年至2001年在印度储备银行工作。
2001年加入印度外事服务，2003年5月至2006年6月，于印度驻印度尼西亚大使馆担任三等秘书和二等秘书。2006年6月至2009年8月，在印度外交部联合国司担任副处长。2009年8月至2011年9月，在印度驻南非约翰内斯堡总领事馆担任领事。2011年10月至2016年10月，在印度驻孟加拉国达卡高级专员公署担任一等秘书和参赞。2014年10月至2016年4月，担任印度外交部对外宣传司副司长。
2016年5月至2020年11月5日，担任印度驻津巴布韦大使。2020年11月至2024年6月4日，担任印度驻牙买加高级专员，兼驻巴哈马、开曼群岛、特克斯和凯科斯群岛。兼常驻国际海底管理局代表。
2024年6月5日，就任印度駐溫哥華總領事。

## 个人生活
他仰基督教。与妻子育有两子。興趣愛好包括高爾夫球、羽毛球、網球和徒步。